# Отнанг-ам-Хаусрукк
Отнанг-ам-Хаусрукк (нем. Ottnang am Hausruck) — община (нем. Gemeinde) в Австрии, в федеральной земле Верхняя Австрия. 
Входит в состав округа Фёклабрукк.  Население составляет 3830 человек (на 31 декабря 2005 года). Занимает площадь 30 км². Официальный код  —  41722.

## Политическая ситуация
Бургомистр общины — Йозеф Зенценбергер (СДПА) по результатам выборов 2003 года.
Совет представителей общины (нем. Gemeinderat) состоит из 25 мест.
- СДПА занимает 13 мест.
- АНП занимает 10 мест.
- АПС занимает 1 место.
- другие: 1 место.